# Robert Le Meur
Robert Le Meur, né le 18 novembre 1920 à Saint-Jean-du-Doigt (Finistère), décédé le 15 juillet 1985 à Edmonton (Alberta, Canada), missionnaire chez les Inuits du Grand Nord canadien, fut un grand défenseur des intérêts des Esquimaux. 

## Biographie
Après des études secondaires effectuées au collège du Kreisker à Saint-Pol-de-Léon, Robert Le Meur fit son noviciat chez les Oblats de Marie Immaculée à l'Île Berder.

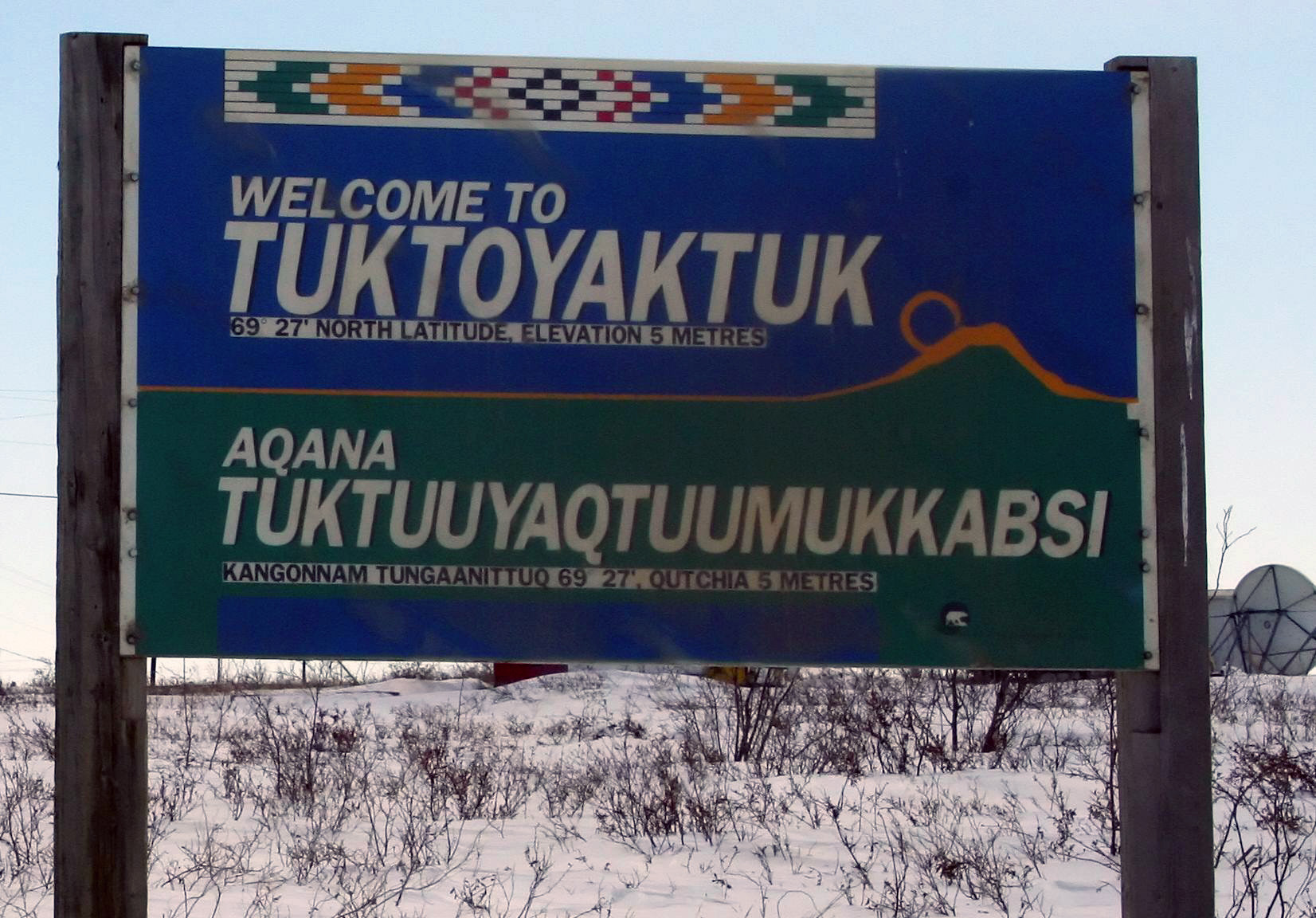
Panneau de bienvenue à Tuktoyaktuk.

Ordonné prêtre le 9 mai 1943, il est envoyé par ses Supérieurs dans le Grand Nord canadien comme missionnaire, d'abord à Paulatuk où il apprend la langue des Inuits (l'inuvialuktun) et adopté leur mode de vie. Il est nommé ensuite à Tuktoyaktuk, sur la côte de la Mer de Beaufort, partageant la vie quotidienne des Esquimaux, participant à la mise en place d'un atelier coopératif de la fourrure, montant une Radio locale, défendant vigoureusement la langue des Inuits et leurs traditions (il rencontra par exemple Brigitte Bardot pour lui démontrer l'utilité de la pêche aux phoques pour la survie de ce peuple) et se livrant à un travail de collecte des traditions locales ; il fut élu conseiller municipal. Sa paroisse occupait un territoire grand comme la France ! 
Il accueillit à Tuktoyaktuk la reine d'Angleterre Élisabeth II, son mari, la princesse Anne et le premier ministre canadien Pierre Elliot Trudeau et fut décoré en avril 1983 de l'Ordre du Canada.
Il est mort à l'hôpital d'Edmonton le 15 juillet 1985, après avoir écrit ses "Mémoires". Ses obsèques se déroulèrent à Tuktoyaktuk en présence de nombreux Esquimaux.
En 39 ans, il est revenu en tout six fois en France, dont une fois en 1973, accompagné de deux amis esquimaux, Sami et Naudia ; ce fut un événement à Saint-Jean-du-Doigt.
Ce fut un homme de foi « plus humaniste que christianisant » a dit de lui Anne Quéméré dans le livre qu'elle lui a consacré.

## Hommages
Son nom a été donné en 1982 au Robert LeMeur (en), le plus gros brise-glace alors en service dans le Nord canadien.
La place située devant l'église de Saint-Jean-du-Doigt porte le nom "Place Père Robert Le Meur".

## Livre
- Anne Quéméré : L' homme qui parle juste, éditions Arthaud,  (ISBN 9782081420410). Anne Quéméré a découvert sa tombe dans un village inuit à l’occasion d’une grande aventure en kayak dans le grand nord canadien en 2014[7].